# Sarninghausen
Sarninghausen ist ein Ort im Flecken Steyerberg im Landkreis Nienburg/Weser in Niedersachsen.

## Geschichte
Am 1. März 1974 wurde Sarninghausen in den Flecken Steyerberg eingegliedert.

## Politik
Ortsvorsteher ist Marco Habighorst.